# Nacaduba pactolides
Nacaduba pactolides är en fjärilsart som beskrevs av Hans Fruhstorfer 1916. Nacaduba pactolides ingår i släktet Nacaduba och familjen juvelvingar. Inga underarter finns listade i Catalogue of Life.